# All You Can Eat
All You Can Eat war eine Post-Hardcore-Band aus Dessau.

## Geschichte
All You Can Eat wurde im Jahr 2008 als reine Hardcore-Punk-Band gegründet und änderten ihren Musikstil mit dem Wechsel des Sängers. Zur Zeit der Bandgründung besuchten alle Musiker das Heinrich-Heine-Gymnasium in Wolfen. 2008 erlangten Florian Kunze (E-Bass), Martin Eurich (Gesang) und Steven Lawrenz (E-Gitarre) dort ihr Abitur. Im Jahr darauf schaffte Max Rosenthal (E-Gitarre) ebenfalls seinen Abschluss am Gymnasium. 2012 erhielt Tino Seidler sein Abitur. Im Jahr 2010 brachte die Gruppe eine EP mit dem Titel Lambs Become Lions in Eigenregie heraus.
Am 4. Januar 2013 erschien mit Seekers das Debütalbum, ebenfalls als Eigenproduktion in Deutschland. Am 28. April 2013 gab die Gruppe bekannt einen Plattenvertrag mit Radtone Music unterzeichnet zu haben, um Seekers auf dem japanischen Markt vertreiben zu können. Das Album wurde am 12. Juni 2013 in Japan über dem Label veröffentlicht. Das Album wurde von Christoph Wieczorek von Annisokay gemastert.
Die Gruppe spielte auf dem „Dessau Allstars“ als Headliner gemeinsam mit Gruppen wie Annisokay und Versus the Sky vor knapp 1000 Besuchern. Am 28. Juni 2013 war die Gruppe erstmals auf dem Mair1 Festival zu sehen, wo sie auf der „Painstage“ auftrat. Außerdem spielte die Gruppe bereits mit Gruppen wie Tasters, Texas in July, For the Fallen Dreams, Bury Your Dead, Broadway, Hopes Die Last, Hands Like Houses, Betrayal, His Statue Falls und Narziss.
Am 14. Juli 2013 gaben die Musiker auf Facebook bekannt, die Band aufzulösen. Ein Abschiedskonzert fand am 26. Oktober 2013 im Beatclub Dessau statt. Mit dabei waren His Statue Falls, Annisokay, Eye Sea I, Versus the Sky und Keep It for Tomorrow.

## Stil
Die Gruppe spielte auf der 2010 erschienenen EP Lambs Become Lions einen Mix aus Metalcore, New School Hardcore und Melodic Hardcore, welcher vereinzelt bereits mit Gruppen wie For the Fallen Dreams, Stick to Your Guns und The Ghost Inside verglichen wurde. Mit dem Wechsel des Sängers, welcher aufgrund einer Zeitüberschneidung des zwischenzeitlich begonnenen Studiums und der Arbeit mit Band unumgänglich wurde, änderte sich der Stil der Gruppe weitestgehend.
Die Gruppe spielt heute eine Art Post-Hardcore, in welchem auch Einflüsse aus der Popmusik, elektronischer Musik und Klassik heraushörbar sind. Auf dem Album Seekers verzichtet der Sänger gänzlich auf Screams, Shouts und anderen gutturalen Gesang. Vergleichbar ist die Gruppe vom Gesang her mit Hands Like Houses und Emarosa, die bisher ebenfalls auf gutturalen Gesang verzichteten. Die Texte, welche allesamt in englischer Sprache verfasst werden, greifen persönliche und lebensphilosophische Fragen auf. Bei Partyausfall wird die Musik teilweise mit Gruppen  wie Bullet for My Valentine und 30 Seconds to Mars verglichen. Auch schreibt der Kritiker der Gruppe Einflüsse aus dem Post-Rock zu.

## Diskografie
- 2010: Lambs Become Lions (EP, Eigenproduktion)
- 2013: Seekers (Album, Eigenproduktion, Japan-Release über Radtone Music)